# Habibullo Abdussamatov
 (octobre 2015).
Si vous disposez d'ouvrages ou d'articles de référence ou si vous connaissez des sites web de qualité traitant du thème abordé ici, merci de compléter l'article en donnant les références utiles à sa vérifiabilité et en les liant à la section « Notes et références ».
Habibullo Ismailovich Abdussamatov (en russe : Хабибулло Исмаилович Абдусаматов ; né le 27 octobre 1940 à Samarcande) est un astrophysicien russe. Il dirige le projet Astrometria à bord de la Station spatiale internationale, ainsi que le groupe de recherche solaire à l'observatoire de Pulkovo de l'Académie des sciences de Russie.  
Il soutient la thèse selon laquelle le réchauffement climatique est principalement dû à des processus naturels. En 2008, il affirme que le phénomène a atteint son pic entre 1998 et 2005.  

## Publications
- (en) Abdussamatov, Habibullo I., « Bicentennial Decrease of the Total Solar Irradiance Leads to Unbalanced Thermal Budget of the Earth and the Little Ice Age », Applied Physics Research, vol. 4, no 1,‎ février 2012, p. 178–184 (DOI 10.5539/apr.v4n1p178)
- (en) Abdussamatov, Habibullo I., « Energy Imbalance Between the Earth and Space Controls the Climate », Earth Sciences, vol. 9, no 117,‎ 2020 (DOI 10.11648/j.earth.20200904.11)